# HD224068
HD224068 — подвійна зоря. 
Ця подвійна система має видиму зоряну величину в смузі V приблизно 9,7.
Вона розташована на відстані близько 5177,1 світлових років від Сонця.

## Подвійна зоря
Головна зоря цієї системи належить до хімічно пекулярних зір й має спектральний клас A0.
В той же час спектральний клас іншої компоненти залишається  ще не визначеним.

## Пекулярний хімічний склад
Зоряна атмосфера HD224068 має підвищений вміст 
Si
.